# Бойко, Наталья Петровна
Ната́лья Петро́вна Бо́йко (1946, Куйбышев) — советская гребчиха-байдарочница, выступала за сборную СССР в конце 1960-х — начале 1970-х годов. Двукратная чемпионка мира, чемпионка Европы, четырежды чемпионка всесоюзного первенства, победительница регат республиканского и международного значения. На соревнованиях представляла спортивное общество «Водник», заслуженный мастер спорта СССР (1970).

## Биография
Наталья Бойко родилась в 1946 году в Куйбышеве. Активно заниматься греблей начала в возрасте пятнадцати лет, проходила подготовку под руководством заслуженного тренера Виктора Блохина, состояла в местной команде добровольного спортивного общества «Водник». Впервые в основной состав советской национальной сборной попала в 1967 году, была отправлена на чемпионат Европы в немецкий Дуйсбург, откуда привезла медаль бронзового достоинства.
В 1969 году Бойко завоевала золотую медаль взрослого всесоюзного первенства в эстафете одиночек 4 × 500 м, а затем стала чемпионкой на европейском первенстве в Москве, на полукилометровой дистанции среди четырёхместных экипажей. Благодаря череде удачных выступлений в следующем сезоне удостоилась права защищать честь страны на чемпионате мира в Копенгагене, где её байдарка-четвёрка, куда также вошли Людмила Безрукова, Тамара Шиманская и Нинель Вакула, в дисциплине K-4 500 м опередила всех соперниц и пришла к финишу первой. За это достижение по итогам сезона удостоена почётного звания «Заслуженный мастер спорта СССР».
Сезон 1971 получился одним из самых успешных в спортивной карьере Натальи Бойко, на чемпионате Советского Союза она выиграла сразу три золотые медали, на полукилометровой дистанции среди двоек, четвёрок и в эстафете. Оставаясь лидером сборной, побывала на мировом первенстве в югославском Белграде, где вместе с такими байдарочницами как Екатерина Курышко, Юлия Рябчинская и Людмила Пинаева защитила своё чемпионское звание.